# Биће дана
Биће дана је десети студијски албум певачице Снежане Ђуришић, објављен 8. марта 1988. за ПГП-РТБ као ЛП и касета, штампани у платинастом тиражу. На овом албуму Снежана почиње сарадњу са Драганом Стојковићем Босанцем, који је продуцент албума и аранжер свих песама, а поред њега, екипу сарадника на овом албуму чинили су и Миша Мијатовић, Радмила Бабић, Добривоје Иванковић, Рођа Раичевић, Радослав Граић...

## Песме на албуму
| Наслов                        | Музика                   | Текст          | Аранжман                 |
| ----------------------------- | ------------------------ | -------------- | ------------------------ |
| Биће дана                     | Миша Мијатовић           | Весна Петковић | Драган Стојковић Босанац |
| Не волиш ме ти                | Рођа Раичевић            | Рођа Раичевић  | Драган Стојковић Босанац |
| Нек се зна                    | Миша Мијатовић           | Весна Петковић | Драган Стојковић Босанац |
| Чекаћу тебе                   | Радослав Граић           | Радослав Граић | Драган Стојковић Босанац |
| Ноћ се спрема                 | Добривоје Иванковић      | Огњен Макић    | Драган Стојковић Босанац |
| Имена ми мог                  | Миша Мијатовић           | Радмила Бабић  | Драган Стојковић Босанац |
| Још у мени живиш              | Добривоје Иванковић      | Зоран Матић    | Драган Стојковић Босанац |
| Све бих лако преболела, мајко | Драган Стојковић Босанац | Милада Зековић | Драган Стојковић Босанац |

## Информације о албуму
- Продуцент: Драган Стојковић Босанац
- Аранжмани: Драган Стојковић Босанац
- Оркестар Драгана Стојковића Босанца
- Сниматељ: Мики Тодоровић
- Фотографије: Зоран Кузмановић Муња
- Дизајн: Иван Ћулум